# Werner Krumme
Werner Krumme (* 12. Mai 1909 in Dortmund; † 1972) war ein deutscher Handelsvertreter, der Widerstand gegen den Nationalsozialismus leistete. Krumme war Funktionshäftling im KZ Auschwitz und wurde später als Judenretter  von Yad Vashem als Gerechter unter den Völkern ausgezeichnet.

## Leben
Werner Krumme, von Beruf kaufmännischer Angestellter, heiratete kurz nach der Machtübernahme des NS-Regimes im Mai 1933 seine jüdische Frau Ruth. Als „deutschblütiger“ Ehepartner in einer „Mischehe“ war er beruflichen und sozialen Diskriminierungen ausgesetzt. Nach Beginn des Zweiten Weltkrieges wurde Krumme zur Wehrmacht eingezogen. Weil er eine Ehescheidung ausschloss, wurde er nach einem Jahr als „jüdisch Versippter“ aus der Wehrmacht als „wehrunwürdig“ entlassen. Krumme unterstützte an seinem Wohnort Breslau eine Widerstandsgruppe, die aus dem Zusammenschluss französischer Zwangsarbeiter hervorging. Das Ehepaar unterstützte die mit Ruth Krumme verwandten Schwestern Renate und Anita Lasker bei dem Versuch, in den unbesetzten Teil Frankreichs zu flüchten.
Nach Aufdeckung der Fluchtpläne wurden das Ehepaar Krumme und die Schwestern Lasker Mitte November 1942 verhaftet. Nach einem Gefängnisaufenthalt wurde das Ehepaar Krumme Anfang Februar 1943 nach Auschwitz deportiert. Bald nach der Ankunft wurde Ruth Krumme am 25. Februar 1943 in der Gaskammer ermordet; der damalige Leiter der politischen Abteilung, Maximilian Grabner, teilte ihrem Ehemann ihren Tod im Mai 1943 mit. Werner Krumme (Häftlingsnr. 99.166) war im Lager als Schreiber im Häftlingsarbeitsdienst eingesetzt, in dessen Rahmen Häftlinge Arbeitskommandos und Firmen zur Zwangsarbeit zugeteilt waren. In dieser Funktion konnte Krumme insbesondere jüdischen Häftlingen helfen, indem er Selektionslisten fälschte, Häftlinge durch Unterbringung im Krankenrevier vor der Vergasung schützte oder in Arbeitskommandos mit erträglichen Arbeitsbedingungen versetzte. Seit dem Tod seiner Ehefrau galt Krumme wieder als „wehrwürdig“ und wurde am 7. Juli 1944 aus dem KZ Auschwitz in den Kriegsdienst entlassen.
Nach Kriegsende zog Krumme nach München und arbeitete dort als Handelsvertreter. Als Zeuge und Nebenkläger sagte Krumme im Juli 1964 im ersten Frankfurter Auschwitz-Prozess aus. Dabei berichtete er unter anderem, dass seine Frau bewusst ermordet wurde, um ihn anschließend als Soldaten einziehen zu können.
Krumme war seit seiner Lagerzeit in Auschwitz mit Ludwig Wörl befreundet.

## Ehrungen
Krumme wurde am 16. Juni 1964 von Yad Vashem als Gerechter unter den Völkern ausgezeichnet.